# Zvjezdana flota
Zvjezdana flota je u franšizi Zvjezdane staze oznaka za vojnu, istraživačku, diplomatsku i znanstvenu flotu koja djeluje u sastavu Ujedinjene Federacije Planeta.
Glavni zadatak Zvjezdane flote je unaprijeđenje znanja o svemiru, uspostavljanje kontakta s izvanzemaljskim civilizacijama i vojna obrana Federacije.

## Povijest
Zvjezdana flota je u 22. stoljeću bila glavna organizacija Ujedinjene Zemlje zadužena za svemirsko istraživanje i obranu.
Godine 2161. osnivanjem Federacije, organizacije federacijskih planeta spojene su u jedinstvenu Zvjezdanu flotu sa sjedištem na Zemlji.

## Organizacija
Zvjezdana flota je direktno odgovorna predsjedniku Federacije koji, zajedno s Vijećem Federacije, zapovijeda Flotom. Upravnu strukturu Zvjezdane flote čine:
- Zapovjednik stožera (Commander in Chief) - nadgleda operacije i podnosi izvješća Predsjedniku Federacije.
- Zapovjedništvo flote (Starfleet Command) - operativno tijelo koje uključuje zapovjednika Flote, načelnika stožera, načelnika flotinih operacija.[1]
- Zapovjedništvo sektora (Sector Commands) - nadgledanje operacije podijeljeno je u 23 sektora unutar federacijskog područja. Zappovjednici sektora podnose izvještaje Zapovjedništvu Flote.
- Akademija Zvjezdane flote (Starfleet Academy) - akademija za obuku časnika i članova Flote.